# لو یانگ
لو یانگ (انگلیسی: Lü Yang؛ زادهٔ ۲۶ نوامبر ۱۹۹۳) قایقران روئینگ اهل چین است.
وی در مسابقات کشوری و بین‌المللی در مجموع برندهٔ ۴ مدال طلا، ۱ مدال نقره شده‌است.